# Множина Сміта — Вольтерри — Кантора

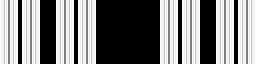
Після видалення всіх чорних інтервалів білі точки утворюють ніде не щільну множину міри 1/2.

Множина Сміта — Вольтерри — Кантора (СВК, товста множина Кантора, {\displaystyle \varepsilon }-множина Кантора) — приклад множини точок на дійсній прямій {\displaystyle \mathbb {R} }, яка є ніде не щільною (зокрема не містить інтервалів) але має додатну міру. Як топологічний простір із успадкованою топологією із стандартної топології одиничного відрізка є гомеоморною класичній множині Кантора. Названо на честь математиків Генрі Сміта, Віто Вольтерри та Георга Кантора.

## Побудова
Аналогічно побудові множини Кантора, множина Сміта — Вольтерри — Кантора будується шляхом видалення певних інтервалів з одиничного інтервалу {\displaystyle [0,1]}.
Процес починається з видалення відкритого інтервалу довжини {\displaystyle {\tfrac {1}{4}}} із середини {\displaystyle [0,1]}, після чого одержується множина:
{\displaystyle [0,1]\setminus \left]{\frac {3}{8}},{\frac {5}{8}}\right[=\left[0,{\frac {3}{8}}\right]\cup \left[{\frac {5}{8}},1\right].}.
Під час наступних кроків видаляються підінтервали довжини {\displaystyle ({\tfrac {1}{4}})^{n}} із середини кожного із {\displaystyle 2^{n-1}} інтервалів, що залишилися після попереднього кроку. Зокрема на другому кроці видаляються інтервали {\displaystyle ({\tfrac {5}{32}},{\tfrac {7}{32}})} та {\displaystyle ({\tfrac {25}{32}},{\tfrac {27}{32}})}, залишаючи:
{\displaystyle \left(\left[0,{\frac {3}{8}}\right]\setminus \left]{\frac {5}{32}},{\frac {7}{32}}\right[\right)\cup \left(\left[{\frac {5}{8}},1\right]\setminus \left]{\frac {25}{32}},{\frac {27}{32}}\right[\right)=\left[0,{\frac {5}{32}}\right]\cup \left[{\frac {7}{32}},{\frac {3}{8}}\right]\cup \left[{\frac {5}{8}},{\frac {25}{32}}\right]\cup \left[{\frac {27}{32}},1\right].}
Формально якщо позначити {\displaystyle S_{0}=[0,1]} і множину після n-1 кроків як:
{\displaystyle S_{n-1}=\bigcup _{k=1}^{2^{n-1}}[a_{k},b_{k}]}
де:
{\displaystyle 0=a_{1}<b_{1}<a_{2}<b_{2}<\dots <a_{2^{n-1}}<b_{2^{n-1}}=1,}
то після n-го кроку одержується множина:
{\displaystyle S_{n}:=\bigcup _{k=1}^{2^{n-1}}\left(\left[a_{k},{\frac {a_{k}+b_{k}}{2}}-{\frac {1}{2^{2n+1}}}\right]\cup \left[{\frac {a_{k}+b_{k}}{2}}+{\frac {1}{2^{2n+1}}},b_{k}\right]\right)}.
Результати перших п'яти ітерацій цього процесу зображені на малюнку:
Елементами множини Сміта — Вольтерри — Кантора є точки, що ніколи не вилучаються під час цього процесу, тобто належать усім {\displaystyle S_{n}.} Іншими словами множина є рівною перетину {\displaystyle \bigcap _{n\in \mathbb {N} }S_{n}}.

## Властивості
Множина Сміта — Вольтерри — Кантора є перетином замкнутих множин {\displaystyle S_{n}}, а тому і сама є замкнутою множиною.
Окрім того вона не містить інтервалів, а тому має порожню внутрішність, тобто є ніде не щільною множиною. Справді кожна множина {\displaystyle S_{n}} є диз'юнктним об'єднанням {\displaystyle 2^{n}} замкнутих інтервалів довжина кожного із яких є меншою {\displaystyle {1 \over 2^{n}}}. Відповідно для довільного {\displaystyle \varepsilon >0} для тих n для яких {\displaystyle {1 \over 2^{n}}<\varepsilon } множина {\displaystyle S_{n}} не може містити жодного відкритого інтервалу довжини {\displaystyle \varepsilon .} Оскільки {\displaystyle \varepsilon } є довільним, а множина Сміта — Вольтерри — Кантора є підмножиною будь-якої {\displaystyle S_{n}}, то вона не може містити відкритого інтервалу будь-якої довжини. 
Кожна наступна ітерація в побудові множини видаляє пропорційно менше з інтервалів, що залишилися. Цей процес відрізняється від побудови множини Кантора , де пропорція частини, що видаляється, на кожному інтервалі залишається постійною. Тому множина Сміта — Вольтерри — Кантора має додатну міру, тоді як множина Кантора має міру нуль.
Детальніше, протягом процесу побудови множини з відрізка {\displaystyle [0,1]} на n-му кроці видаляються {\displaystyle 2^{n-1}} інтервалів, довжина кожного із яких є рівною {\displaystyle ({\tfrac {1}{4}})^{n}.} Відповідно видаляються відрізки сумарною довжиною {\displaystyle ({\tfrac {1}{2}})^{n+1}.} Загалом множина усіх точок, що видаляються на якомусь кроці процесу є диз'юнктним об'єднанням зліченної кількості інтервалів. Відповідно вона, а також множина Сміта — Вольтерри — Кантора, яка є її доповненням є борелівськими множинами і для них існує міра Лебега. Зокрема із порахованої вище міри множини, що видаляється на кожному кроці і зліченної адитивності міри, загальна міра множини, що видаляється є рівною:
{\displaystyle \sum _{n=1}^{\infty }{\frac {1}{2^{n+1}}}={\frac {1}{4}}+{\frac {1}{8}}+{\frac {1}{16}}+\cdots ={\frac {1}{2}}}.
Відповідно і для її доповнення, тобто множини Сміта — Вольтерри — Кантора міра Лебега є рівною {\displaystyle {\tfrac {1}{2}}}. 
Також множина Сміта — Вольтерри — Кантора є прикладом компактної множини, для якої міра Жордана є невизначеною. Внутрішня міра Жордана є рівною 0, адже множина не містить інтервалів. Зовнішня є рівною {\displaystyle {\tfrac {1}{2}}} оскільки усі {\displaystyle S_{n}} є покриттями скінченними кількостями інтервалів, сумарна довжина інтервалів для різних {\displaystyle S_{n}} прямує зверху до {\displaystyle {\tfrac {1}{2}}} і усі покриття множини Сміта — Вольтерри — Кантора скінченною кількістю замкнутих інтервалів містять зрештою якусь із {\displaystyle S_{n}}.  
Відповідно характеристична функція множини Сміта — Вольтерри — Кантора є прикладом обмеженої функції, що не інтегрується за Ріманом на відрізку {\displaystyle (0,1)} але для якої існує інтеграл Лебега (рівний {\displaystyle {\tfrac {1}{2}}}).

## Узагальнення
У загальному випадку можна видалити {\displaystyle r_{b}} з кожного підінтервалу на {\displaystyle n}-му кроці алгоритму. Одержана множина буде мати додатну міру тоді і тільки тоді, коли сума послідовності менша за міру вихідного інтервалу. Якщо припустити, що на кожній {\displaystyle n}-ій ітерації видаляється середина інтервалу довжини {\displaystyle (a)^{n}}, де {\displaystyle 0\leq a\leq {\dfrac {1}{3}}} (для {\displaystyle a>{\dfrac {1}{3}}} побудова є неможливою),  міра Лебега множини точок, що не видаляються є рівною:
{\displaystyle 1-\sum _{n=0}^{\infty }2^{n}a^{n+1}=1-a\sum _{n=0}^{\infty }(2a)^{n}=1-a{\dfrac {1}{1-2a}}={\dfrac {1-3a}{1-2a}}}.
Таким чином, множина буде мати додатну міру якщо {\displaystyle a<{\dfrac {1}{3}}.}
Прямий добуток множин Сміта — Вольтерри — Кантора може бути використаний для побудови цілком незв'язних множин нульової міри у просторах більш високих розмірностей. Застосовуючи теорему Данжуа — Ріса до двовимірних множин цього типу можна знайти жорданову криву, що має додатну площу.